# 水汲み水車

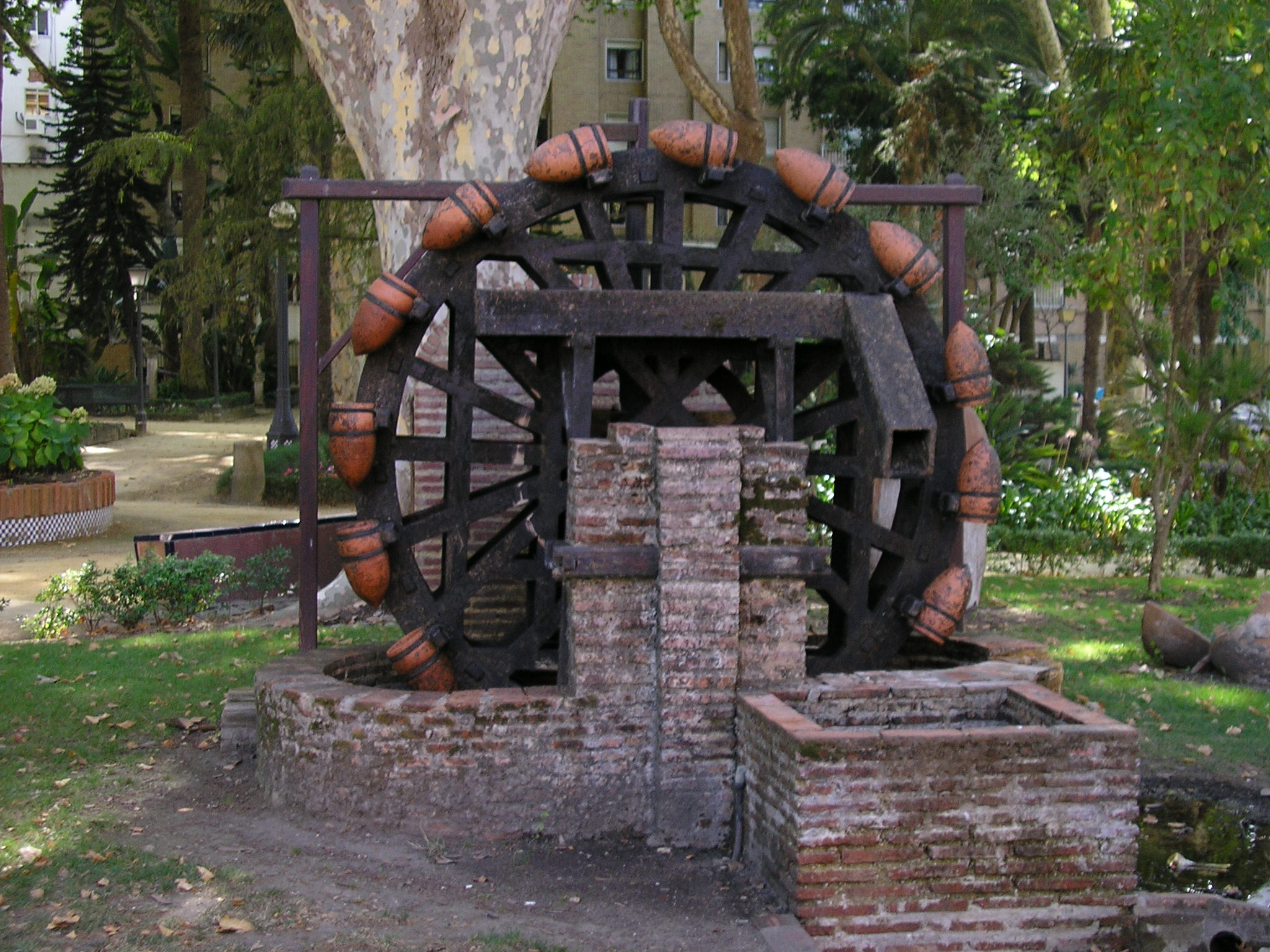
スペインの水汲み水車

水汲み水車またはノーリア（noria、アラビア語: ناعورة、シリア語: ܢܥܘܪܐ）は、水を汲み上げる機械。汲み上げた水を用水路に流して灌漑に利用する、海水を汲み上げて塩田に引き込むなどの用途がある。

## 種類

下位射式水車

水汲み水車は動力源によって3種類に分けられる。最も一般的な水汲み水車は、垂直に立てられた車輪に一連のバケツがくくりつけられたものである。車輪を回転させることで、バケツは水面下8mほどまで潜らせることができる。このような水汲み水車でも最も原始的なものは、ロバ、ヤギ、牛など畜力を動力源とする。これら家畜を別の軸の周囲で回らせ、その回転力を歯車などで水車に伝達する。これによってバケツがグルグルと回ることになる。
第2の種類の水汲み水車も基本的には同じで、粘土または木製のバケツを使っているが、畜力ではなく風力を動力源とする。風力で動く水汲み水車はスペインのカルタヘナ近辺に見られ、見た目は製粉用の風車と変わらない。
第3の水汲み水車は川の流水の力で駆動する。大型で幅の狭い下位射水式水車を使い、その外周部分に水を入れるための容器をつけてある。その容器で水車の頂上付近にある小さな用水路まで水を汲み上げる。製粉などに使われた水車とは異なり、水汲み水車は水を汲み上げる以外の動力源には使われない。
中には、これら動力源を複数組み合わせた水汲み水車もある。
水汲み水車は、その最高点より高く水を持ち上げることはできない。現存する最大の水汲み水車はシリアのハマーにあるもので、直径が約20メートルある。

## 歴史

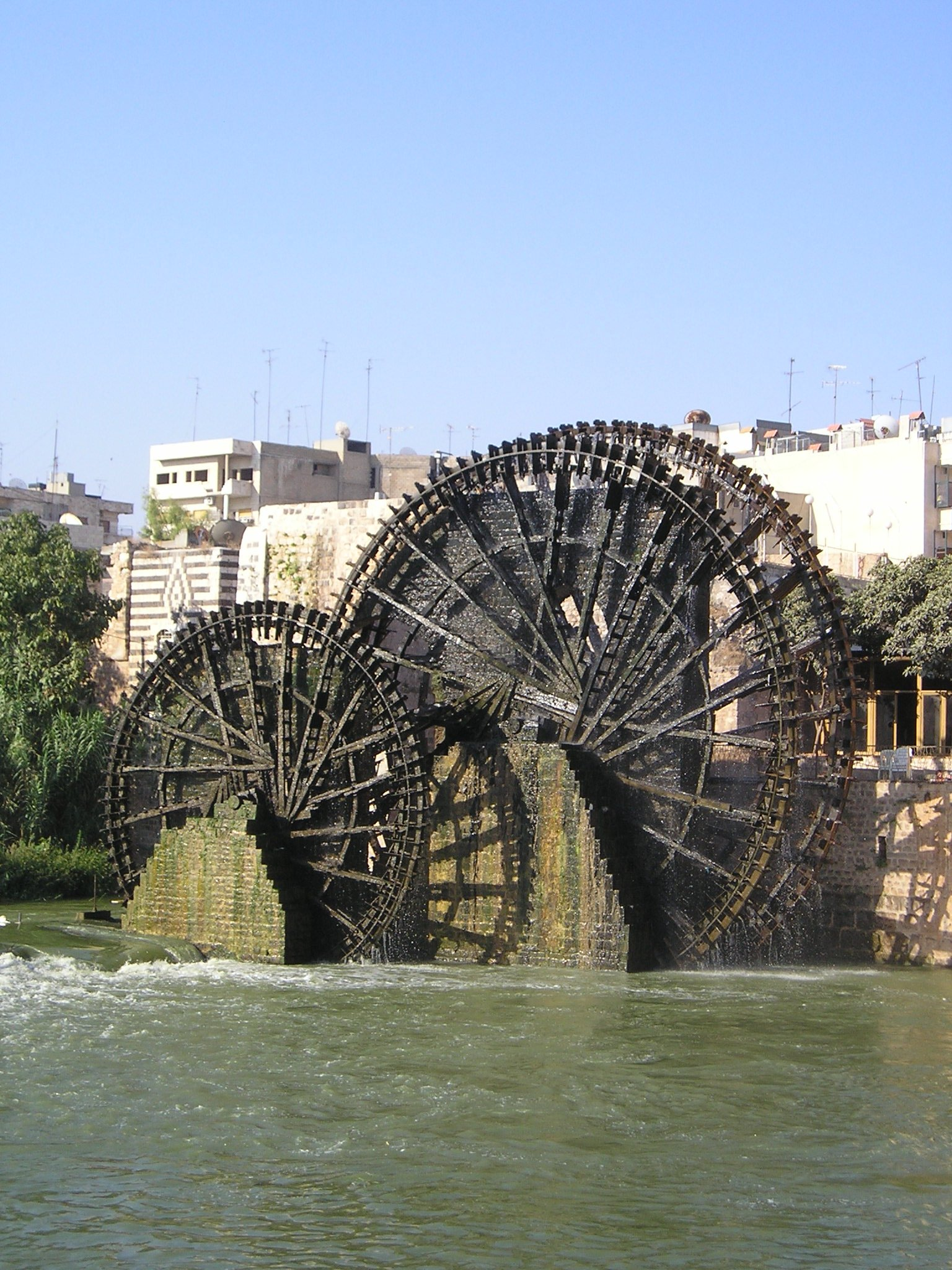
シリアのオロンテス川にあるハマーの水汲み水車

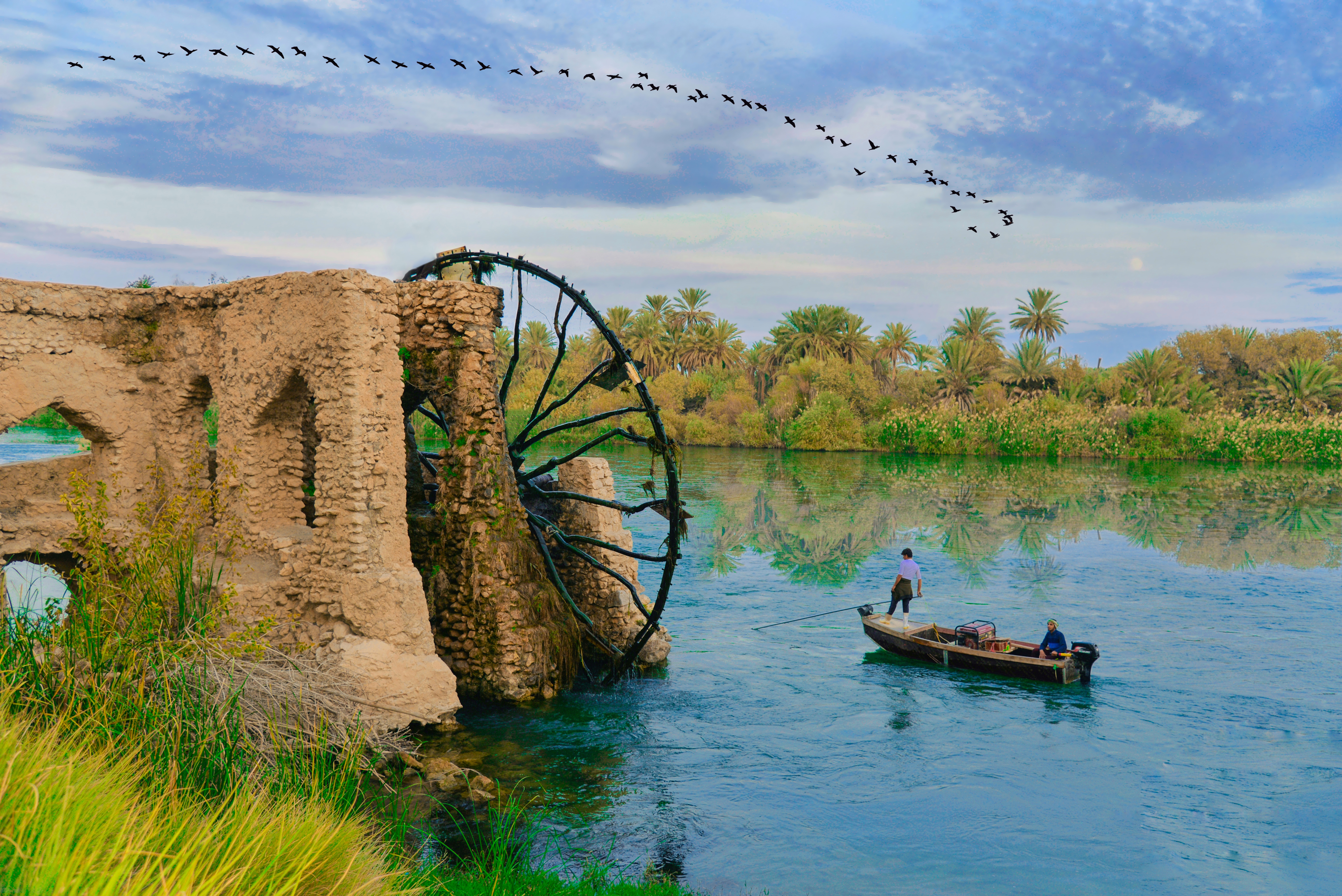
イラク・ハディーサの近くのユーフラテス川にある水汲み水車

インドの紀元前350年ごろの文献に見られる cakkavattaka が水汲み水車だとする説もあるが、異論もある。ルクレティウス（紀元前55年没）の著作には、川が車輪とバケツを回すというような記述がある。水汲み水車は中近東で紀元前200年ごろから使われてきたといわれている。
8世紀ごろからイスラム世界で農耕が拡大するとともに水汲み水車がよく使われるようになり、中世イスラム世界を通して広く使われた。このため、イスラムの発明家や技術者が水汲み水車に数々の改良を施していった。例えば、アンダルスの Ibn Bassal（1038年 - 1075年）は動力源から水汲み水車に動力を伝達するのにフライホイール機構を使う方式を発明した。アル＝ジャザリは水汲み水車やサーキヤにクランクシャフトを導入し、間欠性を最小化することで効率を最大化した。
イスラム世界では、水汲み水車の汲み上げた水を用水路に放ち、村落や畑まで水を供給していた。中世イスラム世界では直径20メートル級の水汲み水車がいくつか使われていた。ハマーの水汲み水車はその現存する例であり、今も実際に使われている（ただし、今は観光用の意味合いが大きい）。その水車には水を入れる箇所が120個あり、最大で1分間に95リットルの水を汲み上げることができる。また、2021年にイラクの水車製作技術と芸術がUNESCOの無形文化遺産に登録される。
中国では、戦国時代の後期に「はねつるべ」などが広く使われていた。より複雑な設計の竜骨車は前漢代に発明され農業用に用いられた。宋の時代に農業生産が拡大し、同時に水汲み水車の改良が行われた。10世紀にはこれらがさらに一般化していった。
日本でも、竜骨車が使われていたが、踏車という人力の水汲み水車が江戸時代に考案され、単純で扱いやすいことからこれが主流となった。踏車は昭和初期まで使われていた。